# Amine (chanteur)
Pour les articles homonymes, voir Amine.
Amine Mounder dit Amine est un chanteur et compositeur maroco-français de raï N'B et R&B né à Casablanca (Maroc).

## Biographie

### Jeunesse et études
À l'âge de deux ans, sa famille marocaine s'installe à Aulnay-sous-Bois en région parisienne. 
Il commence à chanter devant ses camarades d'école au lycée.
Après avoir obtenu un diplôme en dessin d'animation (sa première passion), il commence une carrière artistique et se fait reconnaître grâce au collectif Raï N'B Fever.
Entre 2009 et 2015, éloigné un peu de la musique, il consacre son temps à s'occuper de son fils au Maroc.

### Initiateur du style Raï'n'B
Un des initiateurs du style Raï'n'B avec les producteurs Kore et Skalp, le public le découvre en 2003 aux côtés de Gomez et Dubois à travers leur single Ronde de Nuit, puis lors du concert évènement Génération Rap R'N'B.
C'est en 2004 que sort l'album Raï N'B Fever, Amine se retrouve en duo sur trois singles : Sobri (Sois patiente) avec Leslie, Just married avec Relic, Le génie avec La Fouine.  Il obtient peu après son premier double disque d'or. Les collaborations s'enchaînent, notamment avec Kery James et Leslie, avant qu'Amine ne se décide enfin à s'exprimer pleinement au travers d'un disque solo Au-delà des rêves, sorti en 2005.
En 2006, Kore et Bellek officialisent l'album Raï N'B Fever 2 et encore une fois Amine se retrouve en duo sur trois singles : Sobri 2 avec Leslie, Rainbfever.com avec M. Pokora et Hbibi i love you avec Kelly Rowland. L'album est certifié disque de platine.
Il chante son premier titre Ma vie en français et en arabe. Amine est influencé par la profondeur de la musique et des textes de musique soul et se réfère à Marvin Gaye, Stevie Wonder, à Otis Redding et des chanteurs de raï populaires tel que Cheb Khaled ou encore Cheb Hasni, avec comme thème principal, le sentimentalisme.
Amine participe aux concerts-événements L’Année de l’Algérie  à Bercy en décembre 2003, et dans Le Maroc en fête au Zénith de Paris.
Il sort son deuxième album le 8 juin 2009 intitulé Autour d'eux en collaboration avec DJ Kore, dont les deux premiers singles sont Juste un oui et Tu ne m'as pas laissé le choix.
En mai 2015, il sort le single Señorita. En octobre 2015, il sort le single Tu verras.

### Vie privée
Amine a un frère, Naskid, qui est producteur et streamaker et travaille avec Kore.

## Discographie

### Singles
- Finiki (2003)
- Sobri (notre destin) (Leslie feat. Amine) (2004)
- Just Married (Relic feat. Amine) (2004)
- Ma vie (2005)
- J'voulais (2006)
- My Girl (2006)
- Sobri 2 (Leslie & Amine) (2006)
- Rainbfever.com (Amine feat. M. Pokora) (2006)
- On va samizé (Magic System feat. Amine) (2007)
- Juste un oui (2009)
- Tu ne m'as pas laissé le choix (2009)
- Señorita (mai 2015)
- Tu verras (octobre 2015)
- Rendez-vous (mars 2016)
- Petit baba Noel (décembre 2016)[3]